# دنیایی دیگر (مجموعه تلویزیونی)
دنیایی دیگر (انگلیسی: Another World) یک سریال آبکی آمریکایی است که از ۴ مه ۱۹۶۴ تا ۲۵ ژوئن ۱۹۹۹ از ان‌بی‌سی پخش می‌شد.
این سریال یکی از طولانی‌ترین سریال تلویزیونی تاریخ با ۸۸۹۱ قسمت در ۳۵ فصل می‌باشد.